# Kebondalem (Tegalombo)
Kebondalem is een bestuurslaag in het regentschap Pacitan van de provincie Oost-Java, Indonesië. Kebondalem telt 2535 inwoners (volkstelling 2010).